# 少年籃球夢
少年籃球夢為西山優里子所作的高校籃球與街頭三對三籃球漫畫，全29冊。原名《Harlem Beat》為作者的弟弟所命名。（參見單行本第1冊的四格漫畫《少年籃球夢取名過程》）

## 主要登場人物

### SCRATCH
成瀬 徹
男主角，小學時是棒球隊的萬年候補球員，國中時是足球社的候補，高中時，因為楠田瑞希的緣故，開始接觸街頭籃球。曾在不公開的練習賽中，從[Three man]手中拿下一分。於SCRATCH擔任前鋒。因街頭籃球比賽中的活躍表現，與澤村一起被櫻井物色參加「上南高籃球社」，除了苦練得來籃球技巧，意外的擅長三連消類的電動 PUYO PUYO。
- 特技：空中漫步、無敵挑籃，奇蹟跳投，進化挑藍,最擅長黏人的螃蟹防守。

楠田 瑞希
成瀬 徹的小學同學，有[街頭籃球女王]的稱號，因仰慕櫻井的籃球英姿，而開始練習籃球。除籃球外，也擅長格鬥類電玩(浩介不是對手)，麻將，以及撞球。
在與成瀨等三人組成街頭籃球隊[SCRATCH]之前，一直都是單獨一人打三對三的街頭籃球，澤村加入之前暫居SCRATCH後衛，現擔任隊長，及第四人。
尾崎 浩介
高中退學，不折不扣的不良少年，最害怕他老姐與奶奶，曾在[Three man]手中拿下一分，於SCRATCH擔任中鋒，暗戀瑞希，反而常被瑞希教訓。
澤村 正博
獨居，喜好賭博（街頭籃球），在酒店打工維生。專長：三分球、角度0投籃、假動作，曾在[Three man]手中拿下一分，於SCRATCH，擔任後衛。

### Three Men
阿修
Three Men的PG。真實身份為，重整及將廢社的上南高校籃球社，並在兩年後帶領籃球隊拿下首都大賽亞軍的王牌前鋒櫻井修司。
拿里
Three Men的C。真實身分為，成瀨高中入學前一年，在首都大賽拿下冠軍的東目黑商職隊中鋒球員，有[飛天電冰箱]綽號的鹽練訓。
札特
Three Men的前鋒。真實身分為，在首都大賽中拿下季軍的川相高工隊大前鋒，有[瘋狂里衣]綽號的里衣昌次郎。

### 上南高校籃球社
櫻井 修司
三年級，原本是排隊去報名補習班的，因為排錯隊伍，誤入街頭籃球活動的會場，得到一顆籃球作為獎品，從此開始跟籃球的不解之緣。球技由矢部希理子指導訓練。
小林 純直
二年級。上南高校籃球社未來隊長。
矢部 希理子
三年級，籃球社的女經理。不會料理。（澤村正博：「這是人吃的嗎？你這死老太婆。」），嚴重腹黑性格，特別喜歡欺負成瀨徹，意外對櫻井展現女人溫柔的一面。
馬吳宏明
三年級，籃球社的主將。

### 其它
小泉 智美
廣島代表・斐莉希亞女子學院2年級。
奥田
月刊Hoop town的記者。

## 名言
- 「基本上，籃框的直徑有籃球的2倍大，那就沒有投不進的道理了。重要的是相信這一點。明白了嗎？再來就是信心的問題了。」
- 札特：「NBA的跳投訣竅在牛身上！」[1]

## 單行本
全29集，日本文庫版全16集。以下是臺灣東立出版之書碼。
| 卷數 | 東立出版        | 卷數 |                 | 卷數 |                 |
| ---- | --------------- | ---- | --------------- | ---- | --------------- |
| 1    | ISBN 9573444372 | 11   | ISBN 9573462168 | 21   | ISBN 9573490374 |
| 2    | ISBN 9573444380 | 12   | ISBN 9573462176 | 22   | ISBN 9573490382 |
| 3    | ISBN 9573448483 | 13   | ISBN 9573466929 | 23   | ISBN 9573490390 |
| 4    | ISBN 9573448491 | 14   | ISBN 9573466937 | 24   | ISBN 9573490404 |
| 5    | ISBN 9573455455 | 15   | ISBN 9573469723 | 25   | ISBN 957349776X |
| 6    | ISBN 9573455463 | 16   | ISBN 9573469731 | 26   | ISBN 9573497778 |
| 7    | ISBN 9573455471 | 17   | ISBN 9573478722 | 27   | ISBN 9573497786 |
| 8    | ISBN 957345548X | 18   | ISBN 9573478730 | 28   | ISBN 9573497794 |
| 9    | ISBN 9573462141 | 19   | ISBN 9573485370 | 29   | ISBN 9573497808 |
| 10   | ISBN 957346215X | 20   | ISBN 9573485389 |      |                 |

## PlayStation遊戲
- KONAMI於1999年製作。
- 聲優

- 成瀬 徹；阪口大助
- 澤村 正博：林延年
- 櫻井 修司：井上和彦
- 小林純直：子安武人
- 矢部 希理子：鶴ひろみ
- 楠田 瑞希：桑島法子
- 尾崎浩介：高塚正也

## 外部連結
- （日語）Heart Beat （页面存档备份，存于）：
- （日語）